# Vladimir Makuc
Vladimir Makuc, slovenski slikar in grafik, *8. maj 1925, Solkan, † junij 2016.
Makuc je študiral slikarstvo na Akademiji za likovno umetnost v Ljubljani in tam diplomiral leta 1954. Pri profesorju Miroslavu Šubicu je leta 1956 končal specialko za restavratorstvo in konservatorstvo. Pomagal je pri restavriranju srednjeveških fresk in izdeloval natančne kopije. V začetku se je umetniško predvsem posvečal grafiki in do leta 1960, ko je odšel študirat v Pariz k Johnnyju Friedlenderju ustvarjal sprva lesoreze, nato jedkanice in akvatinte. Umetnik je izbral lastno motiviko, pretežno vezano na Primorje, kras in mediteransko vzdušje. Na njegovih grafikah, kasneje tudi na slikah in kipih, se v mreži črt ali ploskev pogosto pojavljajo biki in različne ptice. Navdih je našel tudi v antični mitologiji, pri Ledi, Evropi in drugih junakih.
Leta 1962 je imel prvo samostojno razstavo v Mali galeriji v Ljubljani. Ob koncu sedemdesetih let 20. stoletja se je bolj posvetil slikarstvu, kasneje izdelavi tapiserij in kiparstvu. Njegova značilna motivika še naprej izhaja iz narave, kraških polj, ptic, ki žive na Slovenskem, na slikah in pri kipih dodaja najdene predmete, mivko, školjke, črepinje. Umetnik je izjemno tehnično natančen, ostaja eden vodilnih slovenskih grafikov. Makuc je ključni del svojega opusa podaril Goriškemu muzeju. Muzealci so se mu oddoložili z obsežnim katalogom, ki ga je pripravil Andrej Smrekar s sodelavci.

## Nagrade
- Nagrada Prešernovega sklada (1962) - za grafični opus preteklih dveh let
- Prešernova nagrada (1979) - za grafični opus, ki združuje dosežke sodobne umetniške grafike
- Nagrada Riharda Jakopiča (1987)
- Velika nagrada Majskega salona (2001) za slikarstvo